# Hermann Alfred Raddatz
Hermann Alfred Raddatz (* 14. April 1906 in Liegnitz, Niederschlesien; † 23. Dezember 1962 in Düsseldorf) war ein deutscher Bildhauer, Medailleur und Maler.

## Leben
Nach der Schulzeit studierte Raddatz von 1921 bis 1926 Bildhauerei, Wandmalerei und Modellieren an der Handwerker- und Kunstgewerbeschule Breslau bei Gebhard Utinger und Bruno Zschau. Gleichzeitig begann er ein Studium der Malerei an der Akademie für Kunst und Kunstgewerbe Breslau. Im Jahr 1926 wurde er als bester Bildhauer mit dem Rom-Preis der Preußischen Akademie der Künste ausgezeichnet. Von 1926 bis 1930 studierte er im Meisteratelier an der Kunstakademie Dresden und war Meisterschüler und Assistent bei Karl Albiker. Von 1930 bis 1940 war er freischaffend in Dresden tätig, wo er 1936 Mitglied der Dresdner Sezession 1932 und Vorstandsmitglied der Dresdner Künstlervereinigung wurde. Einen Ruf an die Breslauer Akademie lehnte er 1937 ab. Seine Denkmäler Chopin in Dresden sowie Bergmann und Aufbruch (Denkmal der Arbeit) in Zwickau wurden 1943 abgebaut und eingeschmolzen. Im Jahr 1945 wurden das Wohnhaus der Familie mit Atelier an der Bodenbacher Straße sowie sein gesamtes bildhauerisches Werk durch die Bombardierung Dresdens zerstört. Nur wenige Arbeiten in Museumsbesitz sind erhalten geblieben.
Raddatz wagte 1945 einen künstlerischen Neubeginn mit der Malerei und zog 1948 nach Oberstdorf um. Von 1949 bis 1962 wohnte er dann in einer ehemaligen Papiermühle am Schwarzbach in Wittlaer (Düsseldorf-Einbrungen). Raddatz war Mitglied im Künstlerverein Malkasten, in der Rheinischen Sezession und in der Künstlergilde. Im Jahr 1962 starb er in Düsseldorf.

## Werk (Auswahl)

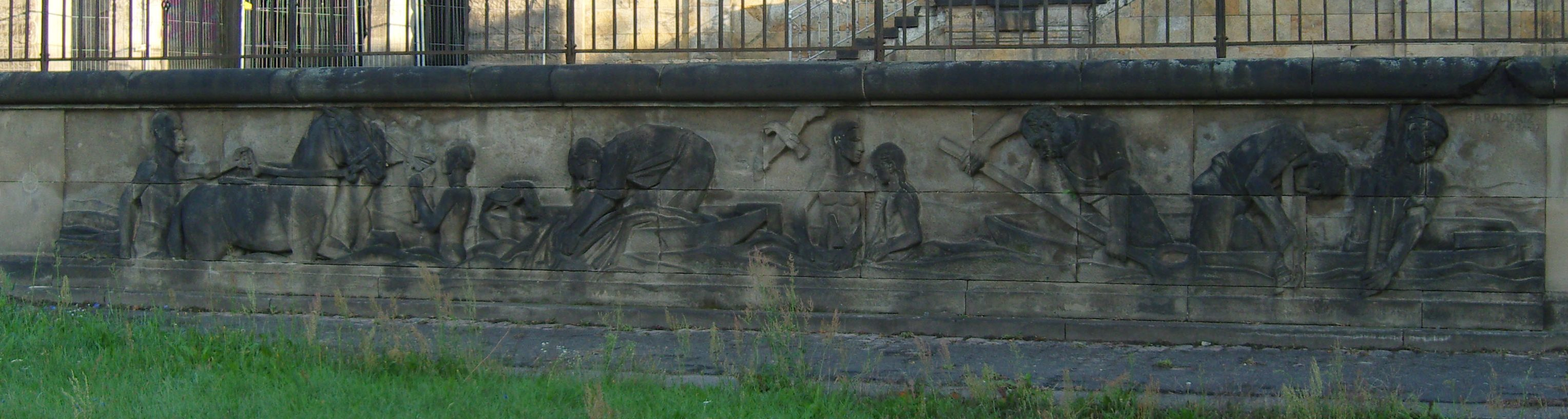
Relief Leben an der Elbe in Dresden

- 1929: Bronzemedaille 114 mm Technische Hochschule Dresden Turn- und Sportfest[4]
- 1931: Bronzebüste Prof. Dr. M. für die Kunstausstellung 1935 in München[5]
- 1932–1933: Bronzebüste Max Feldbauer, Skulpturensammlung Dresden, Inventarnummer ZV 3337[6]
- 1934: Denkmal für die Gefallenen von Langemarck vor dem Gymnasium in Zwickau (1943 bei Bombenangriff zerstört)
- 1935: Chopin-Denkmal am Neumarkt in Dresden, im Auftrag der Stadt Dresden (1943 eingeschmolzen)[7]
- 1936: Sandsteinrelief Leben an der Elbe (12 m lang) an der Albertbrücke in Dresden, beim Neustädter Elbufer
- 1936–1938: Denkmal der Arbeit (Bergmannsstatue) auf dem Vorplatz des Hauptbahnhofs in Zwickau (1943 eingeschmolzen)
- 1938–1940: Acht Jahrhunderte Stadtgeschichte, Stadtbrunnen für den Marktplatz in Zwickau, Stele mit Reliefs
- Mahnmal für die Gefallenen des Ersten Weltkriegs auf dem Nordfriedhof in Duisburg-Hamborn[8]
- Porträt Ignaz Semmelweis, Marmorrelief für das Deutsche Hygiene-Museum in Dresden
- Figurengruppe Kriegsgefangene (Bronze) in Düsseldorf (1943 eingeschmolzen)
- Farbverglasungen in der Martinskirche in Düsseldorf-Unterbilk